# 嚈噠
嚈噠（罗马化：Ebodalo），又作挹怛、挹阗，是晚古典時代西域的一支游牧民族，曾於中亞、南亞地區建立規模廣大的嚈噠帝國。嚈哒人被东罗马帝国史學家稱為「白匈」，其亦曾自号匈人。嚈哒人是汉代大月氏人的后裔，起源於塞北，公元4世紀70年代初越阿爾泰山西遷河中，疆域從裕勒都斯河上游（焉耆西北）起，越过伊犁河流域到巴尔喀什湖，再到楚河和塔拉斯河草原、锡尔河地区，一直达到鹹海。据一些史书记载，他们的一个汗庭建在塔拉斯城附近。全盛时，其领域东至葱岭到天山南路的一部分，西至里海的库尔干河地方。
2003年钱伯泉著《于嚈哒族源问题的新探索》肯定嚈哒的族源为阿尔泰山周围的呼得和东部天山以北的车师人后部，即古代阿尔泰游牧民族与印欧塞种游牧民族混合后裔，与突厥人有着深厚渊源。

## 名称
《集韻》：“嚈，益涉切”，中古擬音*qjep。《龍龕手鏡》：“噠，俗音達”，中古擬音*that，用入聲字“嚈”音譯eb，入聲字“噠”音譯dal，所以對應于其本土稱呼ebodalo。
在中国古代史书中，嚈噠有多种异称。《魏书》作“嚈噠”；《梁书》作“滑”；《周书》作“囐噠”；《隋书》、《新唐书》作“挹怛”。

## 历史
公元4世纪70年代初，嚈噠人跨過其發源地塞北阿尔泰山向西南迁徙，占领粟特。
5世纪20年代中叶，嚈噠人跨过阿姆河入侵萨珊王朝，但被巴赫拉姆五世（420—438在位）击退；遂转向吐火罗（葱岭以西，阿姆河以南一带），經粟特侵略当时衰落中的贵霜帝国，于30年代末征服盘踞该处的寄多罗人，随即西向再與波斯冲突；一度占领大部分呼罗珊地区，并於波斯扩展其势力，紧接着，嚈哒人自吐火罗西侵萨珊波斯，长达一个世纪的嚈哒-波斯战争揭开序幕。最初十余年里，波斯军队成功抵挡了嚈哒的入侵，且在449年一度转守为攻；然而453年嚈哒人大败萨珊王雅兹底格德二世（438—457在位），夺取了萨珊波斯东部领土，484年又杀死菲魯兹一世（457—484在位），并将波斯击败，使其称臣纳贡。嚈哒再扩展其势力於妫水（阿姆河）之南，乘擊敗波斯之勢南下侵入印度笈多王朝，但被塞建陀笈多击退。70年代末，嚈哒人最终灭亡犍陀罗地区的寄多罗贵霜残余势力，立特勤为王，并以此为基地，于6世纪初再次大举入侵印度，一度推进至摩揭陀，但旋被摩腊婆的耶输陀曼等击退。
6世纪初，嚈哒人北上與高车人争夺准噶尔盆地及其以西地区，并控制高昌，抑制柔然势力的西进。与此同时，嚈哒人又东进控制塔里木盆地西部，南道直至于阗，北道直至焉耆。经过西域南北道，嚈哒人频繁地开展同中国北魏、西魏、北周乃至南朝梁的交往。向东则趁柔然衰败之机，占据了塔里木盆地的许多地方。在南北朝时期，于大漠南北与北魏争雄，嚈哒与柔然結盟，广泛活动于阿尔泰山脉以西的地方，迫使北魏在516年遣使到南梁講和，以免腹背受敌。
约558～567年间，萨珊王朝和当时中亚新兴的游牧帝國突厥帝國联盟，夹击、滅亡並瓜分嚈哒帝國，河中归突厥，阿姆河以南属波斯。其遺民散居于北亚、中亚及南亚各地，后渐与各地民族融合。
日後出現在歐洲的阿瓦爾人含有嚈哒和高車血統。他們有一部分成為印度的拉傑普特人，一些乌兹别克人、土库曼人和普什图人也是他们的后人。

## 文化
嚈噠人是中亞地區最早使用古突厥文的非突厥民族。他们语言与东伊朗语有关。其國的政治中心在今天的阿富汗與吐火羅，因处于联结中国、印度、南俄絲綢之路中心，商业极为发达。

## 族属争议
有学者认为，汉籍上的嚈噠并不是学者们所认为的那样是西史上的Hephthalites，这二者是完全不同的种族。西史上的Hephthalites是中国古代史书《魏书》中的大月氏王寄多罗的后代，而《魏书》中的大、小月氏是汉代小月氏的后代。《魏书》的大、小月氏大约是在4世纪末或者5世纪初从张掖、酒泉那里南下到中亚的。Hephthalits是一个有文字且信佛教的种族。

## 著名领袖
- 金吉剌，~430-490，統一各部落並建立嚈噠帝國；
- 头罗曼，？-502年，入侵印度的嚈噠王公；
- 大族王，头罗曼之子，520年-530年，大规模入侵印度。

## 延伸阅读
[在维基数据编辑]
 《欽定古今圖書集成·方輿彙編·邊裔典·嚈噠部》，出自陈梦雷《古今圖書集成》
 《周書·卷50》，出自令狐德棻《周書》

## 外部連結
- "The Ethnonym Apar in the Turkish Inscriptions of the VIII. Century and Armenian Manuscripts" Dr. Mehmet Tezcan. （页面存档备份，存于）
- The Anthropology of Yanda (Chinese) （页面存档备份，存于） pdf
- The Silkroad Foundation
- Columbia Encyclopedia: Hephthalites Archive.today的存檔，存档日期2012-12-08
- Hephthalite coins （页面存档备份，存于）
- Hephthalite History and Coins of the Kashmir Smast Kingdom- Waleed Ziad，存档于（存檔日期 27 October 2009）
- The Hephthalites of Central Asia – by Richard Heli (long article with a timeline)
- The Hephthalites，存档于（存檔日期 9 February 2005） Article archived from the University of Washington's Silk Road exhibition – has a slightly adapted form of the Richard Heli timeline.
- (pdf) （页面存档备份，存于） The Ethnonym Apar in the Turkish Inscriptions of the VIII. Century and Armenian Manuscripts – Mehmet Tezcan
- Records Relevant to the Hephthalites in Ancient Chinese Historical Works （页面存档备份，存于）, collected by Yu Taishan (2016).